# Sharlee D'Angelo
Sharlee D'Angelo, pe numele său real Charles Petter Andreason, este basistul trupei suedeze de death metal melodic Arch Enemy. De asemenea, este membru și cântă la chitară bas în trupele Spiritual Beggars, IllWill și Mercyful Fate (chiar dacă trupa este acum inactivă). D'Angelo a mai făcut parte și din formații precum King Diamond, între 1990-1993, Dismember, Sinergy, Witchery si Hemisfear.
Sharlee D'Angelo este un instrumentist experimentat și a cântat de-a lungul timpului alături de nume mari ale scenei metal, precum King Diamond (în King Diamond și Mercyful Fate), Michael Ammott (în Spiritual Beggars și Arch Enemy), Jesper Strömblad de la In Flames și Alexi Laiho de la Children of Bodom (în Sinergy).
D'Angelo folosește pană de chitară și a cântat în general la basuri Rickenbacker, deși în ultimul timp utilizează chitare bas Ibanez Iceman cu coarde DR. Ibanez îi produce acum lui Sharlee D'Angelo un bas personalizat, numit SDB1, reglat la standardul C, pe care îl preferă Sharlee. Acesta spune despre basul său: "Iceman are un sunet minunat, dar e și o chestie estetică — sunt atâtea basuri care sună uimitor dar care arată foarte urât".

## Influențe
Muzicienii care i-au influențat cariera lui Sharlee sunt, conform declarațiilor sale, Steve Priest de la Sweet, Roger Glover și Glenn Hughes de la Deep Purple, Cliff Williams de la AC/DC, Geezer Butler de la Black Sabbath și Gene Simmons de la Kiss, despre care Sharlee spune: "nu era cel mai bun basist, însă clar era cel mai de admirat".

## Colaborări
Istoricul colaborărilor lui Sharlee D'Angelo este următorul:
1. cu Arch Enemy: din 1998 până în prezent;
2. cu Dismember: 1998-2000;
3. cu Facelift;
4. cu Illwill;
5. cu King Diamond: 1990-1993;
6. cu Mercyful Fate: din 1994 până în prezent;
7. cu Sinergy: 1997-1999;
8. cu Spiritual Beggars;
9. cu Witchery;